# Рытово
Рытово — деревня Вязниковского района Владимирской области, входит в состав Паустовского сельского поселения.

## Центр старообрядчества
Известно, что земли, на которых располагается село Рытово, издавна принадлежали Троице-Сергиевой лавре, а жители села не приняли церковную реформу, которую начали в середине XVII века царь Алексей Михайлович и патриарх Никон, то есть стали староверами или старообрядцами.
До конца XIX века старообрядцы Рытова принадлежали к беспоповцы поморского согласия, но примерно в 1880-х приняли священство Белокриницкой иерархии. Этому шагу способствовала проповедь священноинока Арсения (Швецова), впоследствии епископа Уральского и Оренбургского. В Рытове существовала моленная, освящённая во имя Сергия Радонежского. Моленная в Рытове была перестроена в деревянный храм во имя Успения Пресвятой Богородицы, которую Арсений освятил в 1907 (1908) году. Деньги на храм пожертвовал Михаил Хлыстов, сергиево-горский волостной старшина и купец. К рытовскому приходу принадлежали старообрядцы окрестных селений: Сергиевы-Горки, Медведево, Бахтолово, Чистово, Курбатиха, Коломиха, Большое и Малое Филисово, Проскуряково, Алёшково и др. На средства купца Михаила Хлыстова в 1910—1912 годах в Рытове из красного кирпича было построено двухэтажное здание школы, которая работала до конца 1970-х годов. В настоящее время здание школы разрушено.
В советское время рытовский храм был единственной действующей старообрядческой церковью во Владимирской области. Первым настоятелем храма был священноиерей Алексий Удалкин, председателем церковного совета — купец Михаил Хлыстов, а старостой храма — Семион Михеев. Далее настоятельствовали: иерей Илия Удалкин, временно исполнял требы иерей Евфимий Сидоров, который являлся настоятелем храма Казанской иконы Богородицы деревни Волчихи Святской волости Гороховецкого уезда, иерей Никита Староверов, иерей Иоанн Пестов, иерей Михаил Шилов, иерей Феодор Морозов, с 1966 до 2005 года настоятелем был священнопротоиерей Ливерий (Гусев), брат митрополита Московского и всея Руси, предстоятеля Русской православной старообрядческой церкви Алимпия (Гусева), с ноября 2005 по август 2018 года настоятелем был иерей Владимир Шибанов.
В настоящее время настоятелем является иерей Алексий Думнов, а председателем общины Владимир Туранов. Община села Рытова входит в Нижегородскую и Владимирскую епархию Русской православной старообрядческой церкви (РПСЦ). Церковь сгорела 21 июля 2021 года. Планируется строительство нового храма.

## Население
| 1859 | 1905 | 1926 | 2002 | 2010 | 2021 |
| ---- | ---- | ---- | ---- | ---- | ---- |
| 225  | ↗381 | ↗483 | ↘47  | ↘35  | ↘25  |